# Borysław (województwo łódzkie)
Borysław – wieś w Polsce położona w województwie łódzkim, w powiecie skierniewickim, w gminie Głuchów.
Wieś arcybiskupstwa gnieźnieńskiego w ziemi rawskiej województwa rawskiego w 1792 roku. W latach 1975–1998 miejscowość administracyjnie należała do województwa skierniewickiego.
W 2005 roku powstał tu klub piłkarski FC Borysław, występując w sezonie 2005/06 w V lidze Skierniewickiej Ligi Piłki Nożnej Halowej. Klub występuje tylko w rozgrywkach piłki nożnej halowej. W sezonie 2005/2006 zajął IV miejsce w rozgrywkach V ligi Skierniewickiej Ligi Piłki Nożnej Halowej. Na skutek wycofania się kilku drużyn V i IV ligi, FC Borysław awansował do ligi IV. W sezonie 2006/2007 zajął IV miejsce w rozgrywkach IV ligi Skierniewickiej Ligi Piłki Nożnej Halowej.